# نیژنیه پنی
نیژنیه پنی (انگلیسی: Nizhniye Peny) یک شهرک در بخش راکیتیانسکی استان بلگورود کشور روسیه است.